# Fetije Kasaj
Fetije Kasaj (ur. 28 października 1985 w Selenicy) – albańska sztangistka występująca w kategoriach wagowych do 53 kg i do 58 kg.

## Kariera sportowa

### Kategoria wagowa do 53 kg
Fetije Kasaj zadebiutowała dnia 21 kwietnia 2004 roku podczas XVII Mistrzostw Europy w Podnoszeniu Ciężarów w Kijowie; zajęła w nich 10. miejsce z wynikiem 170 kg. 22 września tegoż roku wzięła udział w VII Mistrzostwach Europy Juniorów w Burgasie, w których zajęła 3. miejsce z wynikiem 185 kg.
4 października 2005 roku wygrała VIII Mistrzostwa Europy Juniorów w Trenczynie z wynikiem 184 kg. 9 listopada w XVII Mistrzostwach Świata w Dosze zajęła 9. miejsce i uzyskała 182 kg.
2 maja 2006 roku uczestniczyła w XIX Mistrzostwach Europy we Władysławowie, zajmując 2. miejsce z wynikiem 227 kg (pierwsze miejsce zajęła Rosjanka Marina Szainowa z wynikiem 237 kg). 2 października tegoż roku Kasaj zajęła 7. miejsce na XVIII Mistrzostwach Świata w Santo Domingo; jej wynik wyniósł 194 kg.
9 kwietnia 2012 roku uczestniczyła w XXV Mistrzostwach Europy w Antalyi, gdzie zajęła 8. miejsce z wynikiem 186 kg.

### Kategoria wagowa do 58 kg
20 maja 2005 roku na XI Mistrzostwach Świata Juniorów w Pusan zdobyła 4. miejsce z wynikiem 185 kg.
17 kwietnia 2007 roku w ramach XX Mistrzostw Europy w Strasburgu otrzymała wynik 214 kg oraz 2. miejsce, jednak została zdyskwalifikowana na okres 2 lat z powodu stosowania dopingu; srebrny medal został jej odebrany. 22 września 2010 roku na XXI Mistrzostwach Świata w Antalyi zajęła 22. miejsce z wynikiem 182 kg.
11 kwietnia 2011 zajęła 5. miejsce na XXIV Mistrzostwach Europy w Kazaniu, uzyskując wynik 190 kg.
8 kwietnia 2013 roku na XXVI Mistrzostwach Europy w Tiranie uzyskała 10. miejsce z wynikiem 186 kg.